# الملتقى الدولي السابع للتصوف بغليزان
الملتقى الدولي السابع للتصوف بغليزان وهو الملتقى الدولي المقام في 19 و 20 مارس 2019م بمدينة غليزان

## مواضيع الملتقى
وسيناقش المشاركون في هذا اللقاء محاور رئيسية تدور حول:
- «التربية الروحية في النصوص الشرعية والمدونات العلمية»
- «القيم الروحية في الفكر الصوفي»
- «العولمة، أبعادها الإيجابية وآثارها السلبية على المجتمعات الإنسانية»

- «آليات ووسائل تعزيز ثقافة الأخوة والتماسك والتكافل المجتمعي في ظل العولمة»
- «سبل تعزيز الثوابت والمحافظة على عناصر الهوية في ظل تحديات العولمة»

## أهداف الملتقى
ويهدف هذا الملتقى الدولي المنظم بمبادرة من وزارة الشؤون الدينية والأوقاف وولاية غليزان، إلى معالجة إشكالية التربية الروحية في ظل تحديات العولمة بمختلف مستوياتها وبجميع آثارها، لاسيما في جوانبها الفكرية والاجتماعية والثقافية والإعلامية.
كما يهدف أيضا إلى إبراز دور المؤسسات الدينية في نشر وتعزيز القيم الروحية ومواجهة خطابات اليأس والقنوط، وخطابات العداء والكراهية ويعد اللقاء فرصة لمناقشة ودراسة بعض الفتاوى من طرف مشايخ وشيوخ مختلف الطرق والزوايا والاحتكاك بين علماء الوطن والخارج

## روابط خارجية
- الملتقى الدولي السابع للتصوّف

1. ↑  "غليزان: الملتقى الدولي السابع للتصوف يومي 19 و 20 مارس". وكالة الأنباء  الجزائرية. 12 مارس 2019. مؤرشف من الأصل في 2022-05-24. اطلع عليه بتاريخ 21/05/2022. {{استشهاد ويب}}: تحقق من التاريخ في: |تاريخ الوصول= (مساعدة)